# Oxalis pallens
Oxalis pallens är en harsyreväxtart som beskrevs av Eckl. & Zeyh.. Oxalis pallens ingår i släktet oxalisar, och familjen harsyreväxter. Inga underarter finns listade i Catalogue of Life.